# Platyneurus baliolus
Platyneurus baliolus is een vliesvleugelig insect uit de familie Tetracampidae. De wetenschappelijke naam is voor het eerst geldig gepubliceerd in 1974 door Sugonjaev.